# Nikon AF200
La Nikon AF200 és una càmera compacta que utilitza pel·lícula de 35mm. Aquesta, va ser llançada al mercat per Nikon el 1993, substituint a la Nikon RF10. El 1994, l'AF200 va ser substituïda per l'AF210.
Aquest model també es va comercialitzar com a Nikon Fun Touch 2.

## Característiques
La Nikon AF200 és una càmera totalment automàtica, per tant, l'enfocament i l'exposició la decideix la càmera fent una lectura de la llum de l'escena i llegint el codi DX de la pel·lícula utilitzada, la qual pot anar des d'una sensibilitat de 100 fins a 400 ASA. La càrrega de la pel·lícula, el bobinat i rebobinat també és automàtic.
El flaix integrat de la càmera si s'està usant un rodet de 100 ASA pot il·luminar des d'1,2 fins a 3,5 metres i tarda 5 segons a reciclar-se. Per què la càmera i el flaix funcionin es necessita dues piles AA, les quals donen per poder disparar uns 18 rodets.
Aquesta, incorpora un objectiu de 34mm amb una obertura màxima de f/4.5 i un diagrama òptic de 3 lents en 3 grups.
Aquesta està fabricada a la Xina i el material principal que s'usa per fabricar-la és el plàstic.